# Mengen
Pour les articles homonymes, voir Mengen (homonymie).
Mengen est une ville allemande du Bade-Wurtemberg située dans l'arrondissement de Sigmaringen. Mengen est connue comme « die Fuhrmannsstadt », « la ville des charretiers ». Elle faisait partie des Cinq villes du Danube.

## Géographie

### Situation géographique
Mengen est une ville de la vallée du Danube. Les rivières de l'Ablach et de l'Ostrach y font leur jonction avec le Danube.
Mengen a pour communes voisines : Herbertingen, Hohentengen, Ostrach, Krauchenwies, Sigmaringendorf et Scheer.

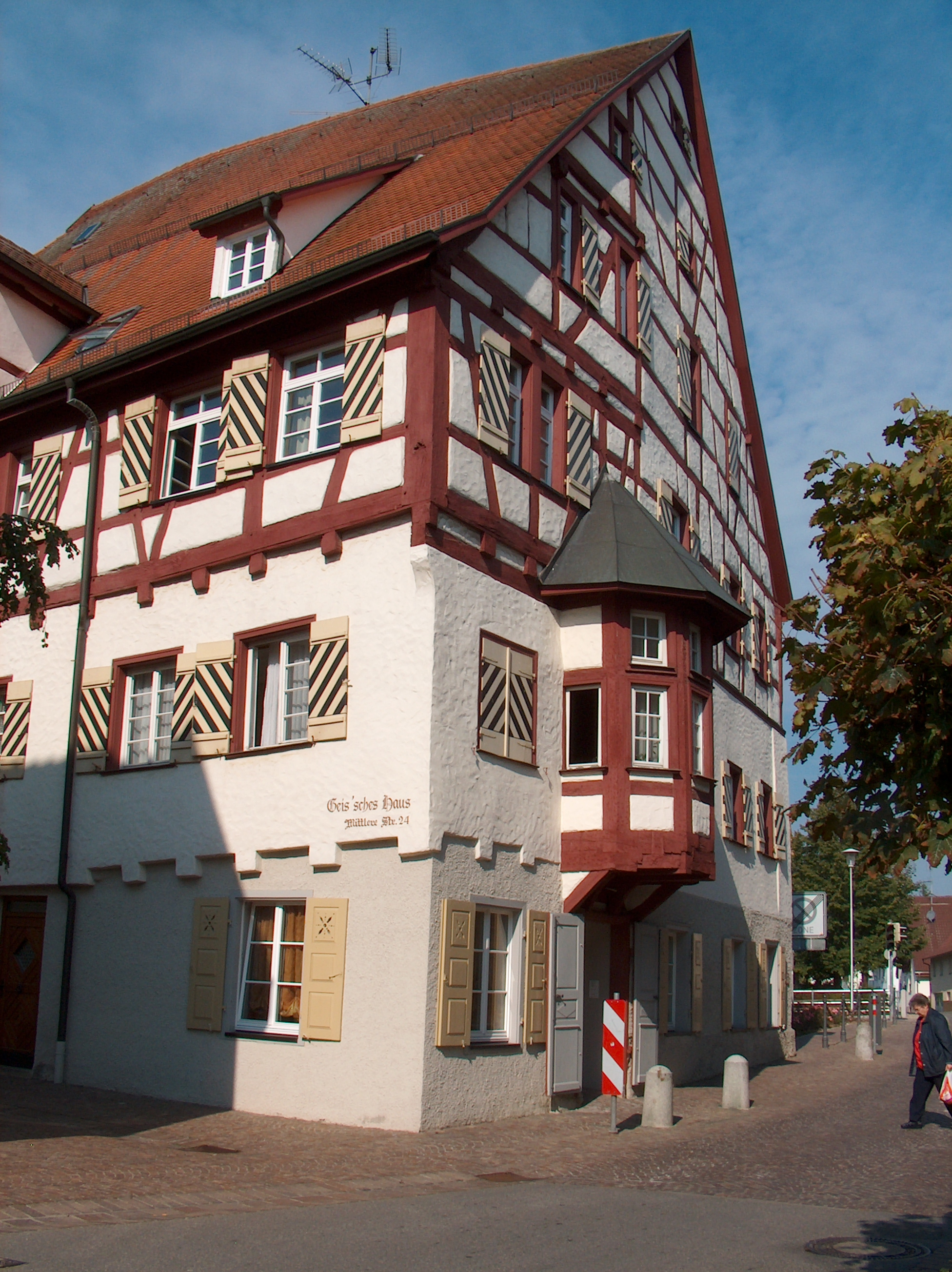
La maison Geis'sches Haus à Mengen. Photo : Roland Nonnenmacher - D-72516 Scheer

## Quartiers
La commune se compose de Mengen et des quartiers de Beuren, Blochingen, Ennetach, Rosna et Rulfingen.
| Armoiries  | Quartier           | Habitants | Superficie |
| ---------- | ------------------ | --------- | ---------- |
| Mengen     | Mengen (chef-lieu) | ?         | ?          |
| Beuren     | Beuren             | ?         | ?          |
| Blochingen | Blochingen         | ?         | ?          |
| Ennetach   | Ennetach           | ?         | ?          |
| Rosna      | Rosna              | ?         | 340 ha     |
| Rulfingen  | Rulfingen          | ?         | 1039 ha    |

## Histoire
La région autour de Mengen est habitée depuis la préhistoire et l'antiquité. Ainsi, deux tombes à char datant de l'âge du bronze final et comportant de nombreux objets en métal ont été découvertes sur le territoire de la commune.
Le site de la Heuneburg, datant du premier âge du fer, se trouve à moins de dix kilomètres. On trouve sur le territoire de la commune un établissement rural datant du second âge du fer, un Viereckschanz établi à proximité d'un gué sur le Danube. D'autres Viereckschanzen sont par ailleurs reconnus dans la région.
Afin de protéger une route commerciale qui allait de la Méditerranée au Danube, les romains ont bâti au Ier siècle apr. J.-C. un castrum sur l'éminence d'Ennetach.
En l'an 70, les Romains fixent les frontières des Limes de Germanie supérieure et de Rhétie à Mengen, et s'établissent jusqu'en 260 environ à Ennetach. Ils en sont expulsés par les Alamans lors de leur conquête des Champs Décumates, qui s'installent dès lors dans la région. Ceux-ci sont à l'origine des lieux dont le nom se termine par -ingen, comme Me-ingen.
En 1876, une mosaïque d'époque romaine. très endommagée, a été trouvée sur le site de la pars rustica d'une ancienne villa romaine, jusqu'ici la seule conservée dans la Haute-Souabe. Elle représente une tête de Méduse dans un médaillon ainsi que les restes d'un entrelacs auquel autrefois d'autres médaillons été accolés. La villa rustica est de nos jours recouverte d'autres constructions et n'a pas fait l'objet d'autres recherches. Connue comme la « Méduse de Mengen » (« Medusa von Mengen »), cette mosaïque était considérée comme perdue depuis la Seconde Guerre mondiale. À la suite de sa redécouverte en 2002 au Landesmuseum Württemberg, elle a été restaurée et peut être vue au Musée romain de Mengen-Ennetach.
La première mention documentaire du territoire de la commune de Mengen date de 819 apr. J.-C., lorsque l'empereur Louis le Pieux lègue la région de l'Ablach au monastère de Buchau.
En 1170, Frédéric Barberousse séjourne une journée dans la ville et y tient sa cour.
En 1257, Mengen est documentée pour la première fois comme cité "franche" ("Vrie Mengen"). En effet, l'espace ou se trouve la ville aujourd'hui est bâti approximativement entre 1150 et 1250 à côté du vieux Mengen (aujourd'hui Ennetach). L'ancien village et les nouveaux quartiers de Mengen sont séparés par la rivière Ablach. Pour distinguer les deux endroits, le vieux Mengen prend le nom d'"Ennetach" « au-delà de la rivière. »
Le 4 mars 1276, Mengen acquiert le statut de ville, donné à Augsbourg par le roi Rodolphe de Habsbourg. La ville, de 1276 à 1805, est l'une des cinq villes dites "du Danube" appartenant à l'Autriche antérieure, avec Ehingen, Munderkingen, Riedlingen et Saulgau.
Le 18 mai 1632, au cours de la guerre de Trente Ans, Mengen est durement assiégée par les troupes suédoises, mais a résisté et n'a pu être prise. Les habitants ayant abondamment prié la vierge Marie, le salut de la ville est attribué à celle-ci et cette résistance miraculeuse est encore célébrée aujourd'hui.
En 1806, à la suite du traité de Presbourg, Mengen est incorporée au royaume du Wurtemberg, en récompense du soutien que le Wurtemberg a apporté à Napoléon Ier.
Le 7 octobre 1819, un grand incendie se déclare dans la vieille ville de Mengen.
Dans les années 1870-1872, Mengen est reliée au réseau de chemin de fer württembergeois et badois. L'électricité est installée en 1895-1896, grâce à une installation propre à la ville. En 1900, Mengen obtient accès à l'eau courante.
Durant la Seconde Guerre mondiale, le conflit n'aura pas détruit la ville parce qu'une escadrille de bombardiers américains, faute de la protection de chasseurs, n'a pas pu voler jusqu'à sa cible. C'est sur l'aérodrome de Mengen-Hohentengen qu'a été testé le Dornier Do 335, un des avions de chasse les plus rapides de l'Allemagne nazie.
Ettenach a fusionné avec Mengen le 1er juillet 1972. Le 1er janvier 1975, c'est au tour de Beuren, Blochingen, Rosna et Rulfingen d'être incorporées.

## Démographie
| Année | Nombre d'habitants |
| ----- | ------------------ |
| 1992  | 9 660              |
| 1995  | 9 930              |
| 2000  | 10 111             |
| 2005  | 10 258             |
| 2010  | 9 948              |
| 2013  | 9 824              |

La population de Mengen est majoritairement catholique.

## Administration

### Conseil municipal
Les élections municipales dans le Bade-Wurtemberg du 7 juin 2009 ont connu un taux de participation de 54,2 % (+ 1,2) avec les résultats suivants :
| Parti / Liste | Voix   | +/-   | Sièges | +/- |
| CDU           | 48,2 % | + 7,2 | 13     | + 2 |
| Freie Bürger  | 22,1 % | − 5,7 | 5      | -   |
| Junge Liste   | 16,1 % | − 1,8 | 4      | -   |
| SPD           | 13,6 % | + 0,2 | 3      | ± 0 |

À Mengen, les candidats se présentent pour des circonscriptions définies, les électeurs n'étant pas obligés de choisir un candidat de leur propre circonscription. Un changement de ce mode de scrutin n'est pour le moment pas envisagé.

### Maire
Le 6 juillet 2008, Stefan Bubeck, à l'époque maire de Hettingen et conseiller d'arrondissement, a été élu avec 82,1 % au premier tour et a pris ses fonctions le 20 octobre de la même année.
- 2000–2008 : Christian Lange (FWV)
- depuis 2008 : Stefan Bubeck (CDU)

### Jumelages
- Boulay-Moselle (France) depuis 1966
- Novska (Croatie) depuis 2013 [7]

## Économie

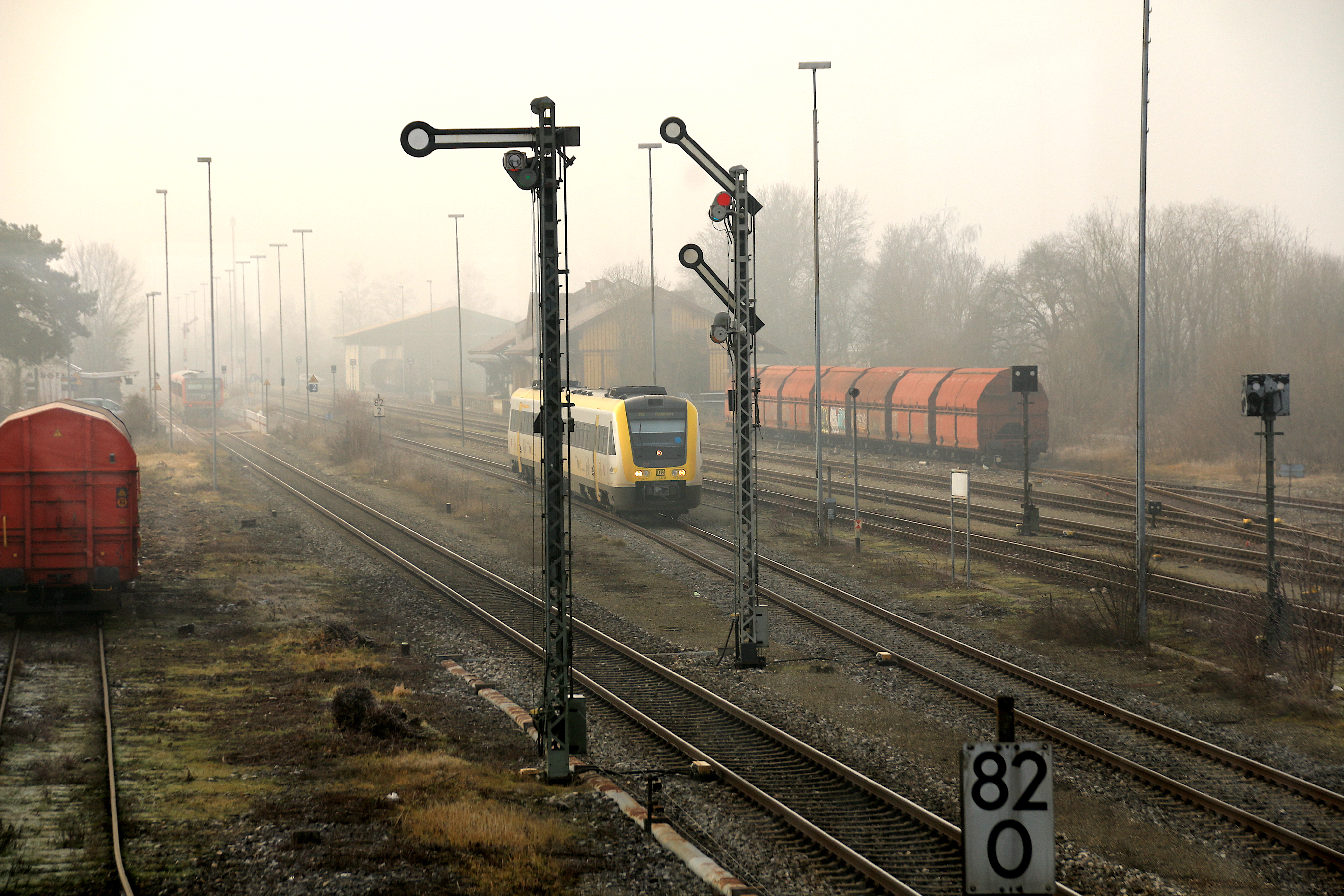
Gare de Mengen

### Transports
Pour ce qui est du chemin de fer, Mengen se trouve sur la ligne de la vallée du Danube (de) de Ulm à Immendingen. C'est un arrêt du Regional-Express et offre des liaisons toutes les heures vers Ulm et Aulendorf. Il y a une liaison toutes les demi-heures vers Sigmaringen qui est proche. Pour Tübingen et Donaueschingen, la cadence est d'un train toutes les deux heures. Mengen est aussi le point de départ de la ligne Hegau-Ablachtal (de) vers Stockach et Radolfzell. Sur cette ligne, en 2013, il n'y a plus de transport de personnes, seulement des trains de marchandises pour relier Krauchenwies au réseau de la Deutsche Bahn. Mengen est intégré dans le réseau Verkehrsverbund Neckar-Alb-Donau (de) (NALDO).
Les routes fédérales 311 de Geisingen à Ulm et 32 de Hechingen à Ravensbourg traversent la ville.
La piste cyclable Donauradweg passe aussi par Mengen.
Environ trois kilomètres à l'est de la ville, il y a un petit aérodrome nommé Flugplatz Mengen-Hohentengen (de), qui a pour code OACI EDTM.

### Infrastructures publiques
Mengen comporte sept jardins d'enfants, une école élémentaire (Ablachschule), une école de rattrapage (Astrid-Lindgren-Schule), une école pratique (Sonnenlugerschule), un collège et un lycée, ainsi qu'une bibliothèque municipale, une école de musique pour jeunes, et plusieurs salles de fêtes. La piscine municipale a été reconstruite après un incendie en 2009. Il y a aussi une piscine ouverte.

## Culture et patrimoine
La ville de Mengen se trouve sur la route baroque de Haute-Souabe.

### Musées

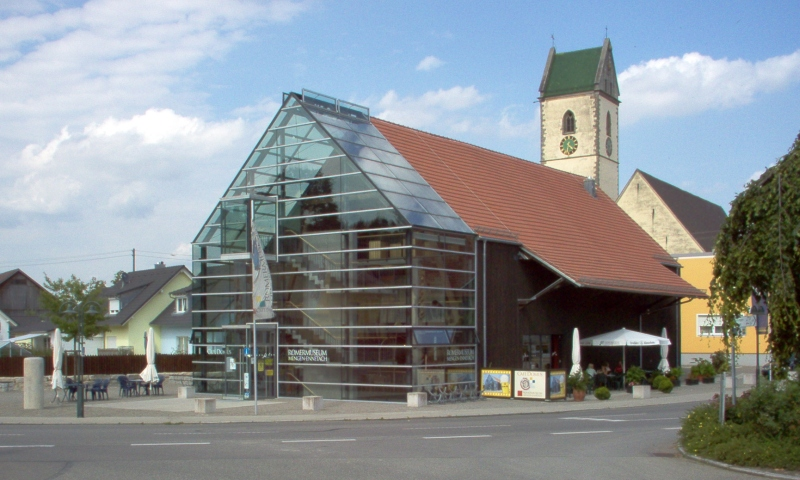
Le musée romain

Le musée romain de Mengen-Ennetach (de) dans le quartier d'Ennetach montre principalement des pièces antiques de l'époque romaine, mais aussi des découvertes datant de l'âge du bronze.
Le musée local, lui, est installé dans un bâtiment à colombage du XVIIe siècle, qui abritait l'ancien bureau de poste impérial.

### Spectacles
À Rulfingen, un ancien bâtiment d'église a été converti en salle de variétés.

### Monuments et lieux d'intérêt
- La Kazede, le plus ancien bâtiment de Mengen, a été construit en 1233.
- Il y a un mur médiéval autour de la ville partiellement conservé.
- Jacques Doriot (1898-1945) est enterré à Mengen. Ce collaborateur français, ancien député communiste qui en 1936 s'orienta vers le fascisme et l'hitlérisme, a fondé le parti populaire français, un parti ultra-collaborationniste. Il a été touché en 1945 par une rafale d'avion à une quinzaine de kilomètres de Mengen.

## Personnalités liées à la commune
- Dietmar Schlee (* 31 mars 1938 ; † 3 août 2002 à Tübingen) était un politicien allemand du CDU.
- Gottfried Locher (* 13 janvier 1735 Mengen (baptême) ; † 28 juillet 1795 Fribourg), peintre rococo, auteur de peintures religieuses.
- Jacques Doriot (* 26 septembre 1898 Bresles (France) ; † 22 février 1945), fondateur et Chef du Parti Populaire Français, y est décédé et inhumé.